# Waldmichelbach
Waldmichelbach ist ein Gemeindeteil der Gemeinde Bessenbach im unterfränkischen Landkreis Aschaffenburg in Bayern.

## Geographie
Der Weiler besteht aus mehreren getrennten Häusergruppen. Er liegt in der Gemarkung von Keilberg auf 224 m ü. NHN. In der Nähe von Waldmichelbach entspringt der Michelbach, der in Keilberg in den Bessenbach mündet.
Nicht zu verwechseln ist der Ort mit dem namensähnlichen Wald-Michelbach, einem Gemeindeteil von Wald-Michelbach im hessischen Landkreis Bergstraße.

## Vereinsleben
In Waldmichelbach ist der Reitclub Waldmichelbach e. V. beheimatet. Durch regionale Teilnahmen und bundesweite Veranstaltungen von Reitturnieren ist der eingetragene Verein überregional bekannt. Derzeit hat er 190 Mitglieder.